# ابواسحاق طاسبندی
ابواسحاق، ابراهیم طاسبندی (۱۰۸۲ – ۹ ژوئیه ۱۱۶۱) (نسب: ابراهیم بن محمّد بن علی، خطیب طاسبندی همدانی) محدث ایرانی همدانی در نیمهٔ اول سدهٔ ششم هجری بود. از «ابوالقاسم نصر، زیرک مقری» سماع حدیث داشته است. ابوسعد سمعانی نیز از شاگردان او بوده و او را «شیخی نیکوکار و خیررسان» نامیده است.